# 克維特科韋 (特諾皮爾州)
49°18′34″N 24°55′6″E / 49.30944°N 24.91833°E
克維特科韋（烏克蘭語：Квіткове）是位於烏克蘭西南部的村莊，由泰爾諾皮爾州泰爾諾皮爾區的薩蘭丘基市鎮負責管轄。該村始建於1455年，面積2.26平方公里，2014年人口209，人口密度每平方公里107.5人。